# 魯比克

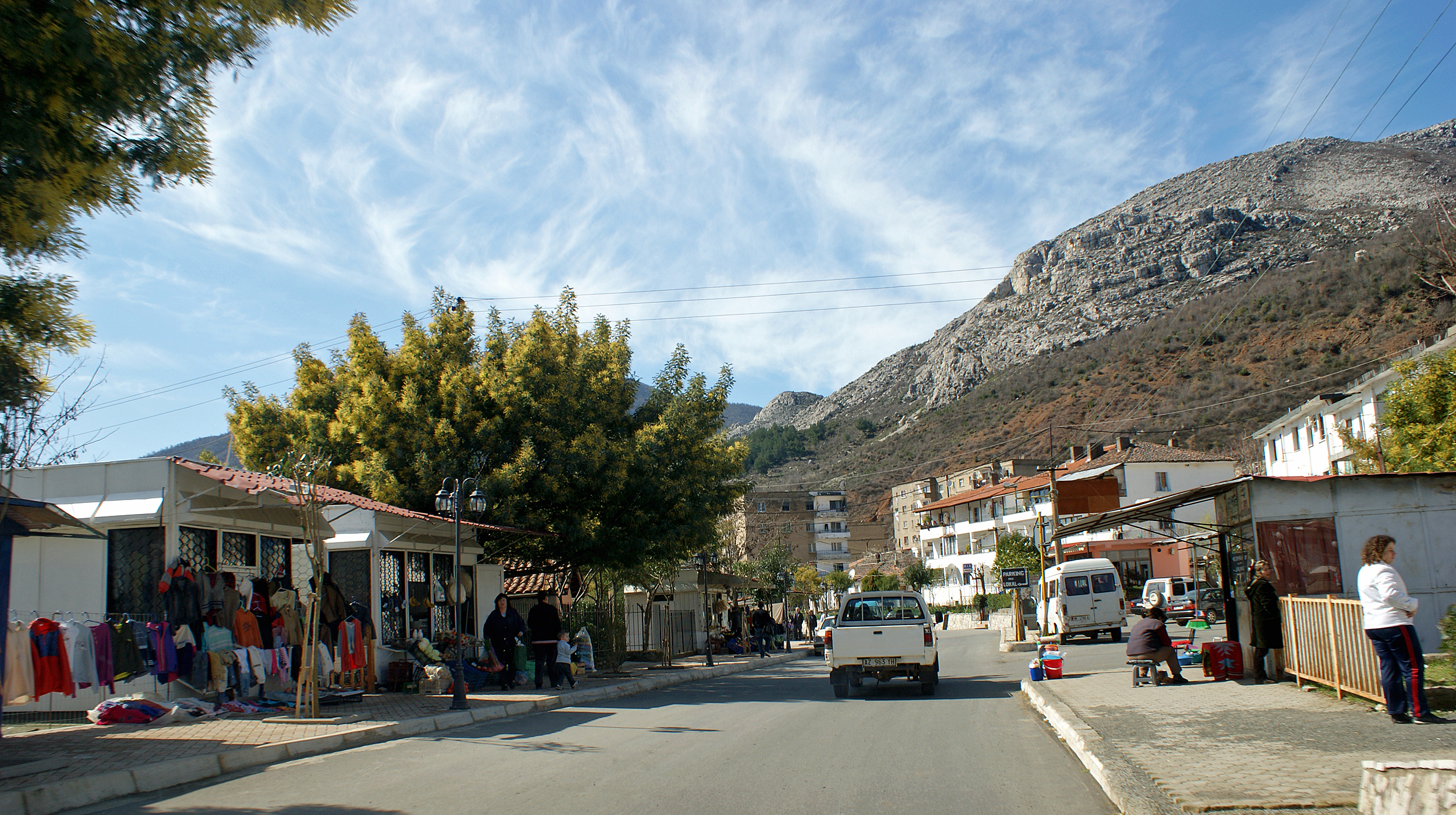

魯比克是阿爾巴尼亞北部列澤州米爾迪塔市镇的行政分区及城镇。原为独立的市镇，2015年地方政府改革后成为米爾迪塔市镇的行政分区。该行政分区包括鲁比克镇及周边11个村庄。行政分区的面積为140.5平方公里，海拔高度77米，2011年人口4,454人。

## 外部連結
- 米尔迪塔市镇官方网站 （页面存档备份，存于） （阿爾巴尼亞文）